# Cúp Vàng CONCACAF 2011
Cúp Vàng CONCACAF 2011 là Cúp Vàng CONCACAF lần thứ 11 do CONCACAF tổ chức.
Giải đấu được diễn ra tại Hoa Kỳ từ 5 đến 25 tháng 6 năm 2011. Giải đấu có 12 đội tham dự, chia làm 3 bảng 4 đội để chọn ra 2 đội đứng đầu bảng và đội đứng thứ ba có thành tích tốt nhất giành quyền vào vòng trong. Đương kim vô địch México bảo vệ được chức vô địch, sau khi vượt qua chủ nhà Hoa Kỳ 4–2 ở trận chung kết.

## Các đội giành quyền tham dự
| Đội                             | Tư cách qua vòng loại | Lần tham dự | Thành tích tốt nhất                     | Thứ hạng FIFA |
| Vùng Bắc Mỹ                     | Vùng Bắc Mỹ           | Vùng Bắc Mỹ | Vùng Bắc Mỹ                             | Vùng Bắc Mỹ   |
| ------------------------------- | --------------------- | ----------- | --------------------------------------- | ------------- |
| Hoa Kỳ                          | Chủ nhà               | 11          | Vô địch (1991, 2002, 2005, 2007)        | 22            |
| México (Đương kim vô địch)      | Automatic             | 11th        | Champion (1993, 1996, 1998, 2003, 2009) | 28            |
| Canada                          | Dự thẳng              | 10          | Vô địch (2000)                          | 77            |
| Top 4 Cúp bóng đá Caribe 2010   |                       |             |                                         |               |
| Jamaica                         | Vô địch               | 8           | Hạng ba (1993)                          | 55            |
| Guadeloupe                      | Á quân                | 3           | Bán kết (2007)                          | N/A           |
| Cuba                            | Hạng ba               | 6           | Tứ kết (2003)                           | 81            |
| Grenada                         | Hạng tư               | 2           | Vòng bảng (2009)                        | N/A           |
| Top 5 Cúp bóng đá Trung Mỹ 2011 |                       |             |                                         |               |
| Honduras                        | Vô địch               | 10          | Á quân (1991)                           | 43            |
| Costa Rica                      | Á quân                | 10          | Á quân (2002)                           | 56            |
| Panama                          | Hạng ba               | 5           | Á quân (2005)                           | 67            |
| El Salvador                     | Hạng tư               | 7           | Tứ kết (2002, 2003)                     | 87            |
| Guatemala                       | Hạng năm              | 9           | Hạng tư (1996)                          | 124           |

## Địa điểm
| Vòng bảng                    | Vòng bảng | Vòng bảng | Vòng bảng | Vòng bảng                |
| Arlington                    | Carson | Detroit | Charlotte | Miami                    |
| ---------------------------- | --- | --- | --- | ------------------------ |
| Sân vận động Cowboys         | Trung tâm The Home Depot                                                                                              | Ford Field | Sân vận động Bank of America                                                                                          | Sân vận động FIU         |
| Sức chứa: 80.000             | Sức chứa: 27.000 | Sức chứa: 65.000 | Sức chứa: 73.778 | Sức chứa: 18.000         |
| 5 tháng 6                    | 6 tháng 6 | 7 tháng 6 | 9 tháng 6 | 10 tháng 6               |
|                              | | | |                          |
| Tampa                        | PasadenaMiamiCharlotteEast RutherfordCarsonThành phố KansasHoustonHarrisonDetroitWashingtonArlingtonTampaPhiladelphia | PasadenaMiamiCharlotteEast RutherfordCarsonThành phố KansasHoustonHarrisonDetroitWashingtonArlingtonTampaPhiladelphia | PasadenaMiamiCharlotteEast RutherfordCarsonThành phố KansasHoustonHarrisonDetroitWashingtonArlingtonTampaPhiladelphia | Chicago                  |
| Sân vận động Raymond James   | PasadenaMiamiCharlotteEast RutherfordCarsonThành phố KansasHoustonHarrisonDetroitWashingtonArlingtonTampaPhiladelphia | PasadenaMiamiCharlotteEast RutherfordCarsonThành phố KansasHoustonHarrisonDetroitWashingtonArlingtonTampaPhiladelphia | PasadenaMiamiCharlotteEast RutherfordCarsonThành phố KansasHoustonHarrisonDetroitWashingtonArlingtonTampaPhiladelphia | Soldier Field            |
| Sức chứa: 68.857             | PasadenaMiamiCharlotteEast RutherfordCarsonThành phố KansasHoustonHarrisonDetroitWashingtonArlingtonTampaPhiladelphia | PasadenaMiamiCharlotteEast RutherfordCarsonThành phố KansasHoustonHarrisonDetroitWashingtonArlingtonTampaPhiladelphia | PasadenaMiamiCharlotteEast RutherfordCarsonThành phố KansasHoustonHarrisonDetroitWashingtonArlingtonTampaPhiladelphia | Sức chứa: 61.500         |
| 11 tháng 6                   | PasadenaMiamiCharlotteEast RutherfordCarsonThành phố KansasHoustonHarrisonDetroitWashingtonArlingtonTampaPhiladelphia | PasadenaMiamiCharlotteEast RutherfordCarsonThành phố KansasHoustonHarrisonDetroitWashingtonArlingtonTampaPhiladelphia | PasadenaMiamiCharlotteEast RutherfordCarsonThành phố KansasHoustonHarrisonDetroitWashingtonArlingtonTampaPhiladelphia | 12 tháng 6               |
|                              | PasadenaMiamiCharlotteEast RutherfordCarsonThành phố KansasHoustonHarrisonDetroitWashingtonArlingtonTampaPhiladelphia | PasadenaMiamiCharlotteEast RutherfordCarsonThành phố KansasHoustonHarrisonDetroitWashingtonArlingtonTampaPhiladelphia | PasadenaMiamiCharlotteEast RutherfordCarsonThành phố KansasHoustonHarrisonDetroitWashingtonArlingtonTampaPhiladelphia |                          |
| Harrison                     | PasadenaMiamiCharlotteEast RutherfordCarsonThành phố KansasHoustonHarrisonDetroitWashingtonArlingtonTampaPhiladelphia | PasadenaMiamiCharlotteEast RutherfordCarsonThành phố KansasHoustonHarrisonDetroitWashingtonArlingtonTampaPhiladelphia | PasadenaMiamiCharlotteEast RutherfordCarsonThành phố KansasHoustonHarrisonDetroitWashingtonArlingtonTampaPhiladelphia | Thành phố Kansas         |
| Red Bull Arena               | PasadenaMiamiCharlotteEast RutherfordCarsonThành phố KansasHoustonHarrisonDetroitWashingtonArlingtonTampaPhiladelphia | PasadenaMiamiCharlotteEast RutherfordCarsonThành phố KansasHoustonHarrisonDetroitWashingtonArlingtonTampaPhiladelphia | PasadenaMiamiCharlotteEast RutherfordCarsonThành phố KansasHoustonHarrisonDetroitWashingtonArlingtonTampaPhiladelphia | Livestrong Sporting Park |
| Sức chứa: 25.189             | PasadenaMiamiCharlotteEast RutherfordCarsonThành phố KansasHoustonHarrisonDetroitWashingtonArlingtonTampaPhiladelphia | PasadenaMiamiCharlotteEast RutherfordCarsonThành phố KansasHoustonHarrisonDetroitWashingtonArlingtonTampaPhiladelphia | PasadenaMiamiCharlotteEast RutherfordCarsonThành phố KansasHoustonHarrisonDetroitWashingtonArlingtonTampaPhiladelphia | Sức chứa: 18.500         |
| 13 tháng 6                   | PasadenaMiamiCharlotteEast RutherfordCarsonThành phố KansasHoustonHarrisonDetroitWashingtonArlingtonTampaPhiladelphia | PasadenaMiamiCharlotteEast RutherfordCarsonThành phố KansasHoustonHarrisonDetroitWashingtonArlingtonTampaPhiladelphia | PasadenaMiamiCharlotteEast RutherfordCarsonThành phố KansasHoustonHarrisonDetroitWashingtonArlingtonTampaPhiladelphia | 14 tháng 6               |
|                              | PasadenaMiamiCharlotteEast RutherfordCarsonThành phố KansasHoustonHarrisonDetroitWashingtonArlingtonTampaPhiladelphia | PasadenaMiamiCharlotteEast RutherfordCarsonThành phố KansasHoustonHarrisonDetroitWashingtonArlingtonTampaPhiladelphia | PasadenaMiamiCharlotteEast RutherfordCarsonThành phố KansasHoustonHarrisonDetroitWashingtonArlingtonTampaPhiladelphia |                          |
| Vòng đấu loại trực tiếp      | | | |                          |
| Tứ kết                       | Tứ kết | Bán kết | Chung kết |                          |
| East Rutherford              | Washington, D.C. | Houston | Pasadena |                          |
| Sân vận động New Meadowlands | Sân vận động RFK | Sân vận động Reliant                                                                                                  | Rose Bowl |                          |
| Sức chứa: 82.566             | Sức chứa: 45.596 | Sức chứa: 71.500 | Sức chứa: 91.136 |                          |
| 18 tháng 6                   | 19 tháng 6 | 22 tháng 6 | 25 tháng 6 |                          |
|                              | | | |                          |

## Vòng bảng

### Bảng A
| Đội         | Trận | Thắng | Hoà | Thua | BT | BB | HS  | Điểm |
| ----------- | ---- | ----- | --- | ---- | -- | -- | --- | ---- |
| México      | 3    | 3     | 0   | 0    | 14 | 1  | +13 | 9    |
| Costa Rica  | 3    | 1     | 1   | 1    | 7  | 5  | +2  | 4    |
| El Salvador | 3    | 1     | 1   | 1    | 7  | 7  | 0   | 4    |
| Cuba        | 3    | 0     | 0   | 3    | 1  | 16 | −15 | 0    |

| Costa Rica                                            | 5 – 0    | Cuba |
| ----------------------------------------------------- | -------- | ---- |
| Ureña 7', 46' · Saborío 41' · Mora 47' · Campbell 71' | Chi tiết |      |

| México                                                            | 5 – 0    | El Salvador |
| ----------------------------------------------------------------- | -------- | ----------- |
| Juárez 55' · de Nigris 58' · J. Hernández 60', 67', 90+5' (ph.đ.) | Chi tiết |             |

| Costa Rica   | 1 – 1    | El Salvador |
| ------------ | -------- | ----------- |
| Brenes 90+5' | Chi tiết | Zelaya 45'  |

| Cuba | 0 – 5    | México                                                      |
| ---- | -------- | ----------------------------------------------------------- |
|      | Chi tiết | J. Hernández 35', 76' · dos Santos 63', 68' · de Nigris 65' |

| El Salvador                                                                 | 6 – 1    | Cuba        |
| --------------------------------------------------------------------------- | -------- | ----------- |
| Zelaya 13', 71' · Romero 29' · Blanco 69' · Alvarez 84' · Quintanilla 90+4' | Chi tiết | Márquez 83' |

| México                                        | 4 – 1    | Costa Rica |
| --------------------------------------------- | -------- | ---------- |
| Márquez 17' · Guardado 19', 26' · Barrera 38' | Chi tiết | Ureña 69'  |

### Bảng B
| Đội       | Trận | Thắng | Hoà | Thua | BT | BB | HS  | Điểm |
| --------- | ---- | ----- | --- | ---- | -- | -- | --- | ---- |
| Jamaica   | 3    | 3     | 0   | 0    | 7  | 0  | +7  | 9    |
| Honduras  | 3    | 1     | 1   | 1    | 7  | 2  | +5  | 4    |
| Guatemala | 3    | 1     | 1   | 1    | 4  | 2  | +2  | 4    |
| Grenada   | 3    | 0     | 0   | 3    | 1  | 15 | −14 | 0    |

| Jamaica                                                 | 4 – 0    | Grenada |
| ------------------------------------------------------- | -------- | ------- |
| Shelton 21' · Johnson 39' · Phillips 79' · O. Daley 84' | Chi tiết |         |

| Honduras | 0 – 0    | Guatemala |
| -------- | -------- | --------- |
|          | Chi tiết |           |

| Jamaica           | 2 – 0    | Guatemala |
| ----------------- | -------- | --------- |
| Phillips 66', 76' | Chi tiết |           |

| Grenada    | 1 – 7    | Honduras                                                                 |
| ---------- | -------- | ------------------------------------------------------------------------ |
| Murray 20' | Chi tiết | Bengtson 26', 37' · Costly 28', 67', 71' · W. Martínez 88' · Mejía 90+3' |

| Guatemala                                            | 4 – 0    | Grenada |
| ---------------------------------------------------- | -------- | ------- |
| del Aguila 16' · Pappa 22' · Ruiz 54' · Gallardo 59' | Chi tiết |         |

| Honduras | 0 – 1    | Jamaica     |
| -------- | -------- | ----------- |
|          | Chi tiết | Johnson 36' |

### Bảng C
| Đội        | Trận | Thắng | Hoà | Thua | BT | BB | HS | Điểm |
| ---------- | ---- | ----- | --- | ---- | -- | -- | -- | ---- |
| Panama     | 3    | 2     | 1   | 0    | 6  | 4  | +2 | 7    |
| Hoa Kỳ     | 3    | 2     | 0   | 1    | 4  | 2  | +2 | 6    |
| Canada     | 3    | 1     | 1   | 1    | 2  | 3  | −1 | 4    |
| Guadeloupe | 3    | 0     | 0   | 3    | 2  | 5  | −3 | 0    |

| Panama                                     | 3 – 2    | Guadeloupe      |
| ------------------------------------------ | -------- | --------------- |
| Pérez 29' · Tejada 31' · Gómez 57' (ph.đ.) | Chi tiết | Jovial 65', 78' |

| Hoa Kỳ                     | 2 – 0    | Canada |
| -------------------------- | -------- | ------ |
| Altidore 15' · Dempsey 62' | Chi tiết |        |

| Canada                 | 1 – 0    | Guadeloupe |
| ---------------------- | -------- | ---------- |
| De Rosario 51' (ph.đ.) | Chi tiết |            |

| Hoa Kỳ      | 1 – 2    | Panama                                 |
| ----------- | -------- | -------------------------------------- |
| Goodson 66' | Chi tiết | Goodson 19' (l.n.) · Gómez 36' (ph.đ.) |

| Canada                 | 1 – 1    | Panama       |
| ---------------------- | -------- | ------------ |
| De Rosario 62' (ph.đ.) | Chi tiết | Tejada 90+1' |

| Guadeloupe | 0 – 1    | Hoa Kỳ      |
| ---------- | -------- | ----------- |
|            | Chi tiết | Altidore 9' |

### Thứ tự các đội xếp thứ ba
| Bảng | Đội         | Trận | Thắng | Hoà | Thua | BT | BB | HS | Điểm |
| ---- | ----------- | ---- | ----- | --- | ---- | -- | -- | -- | ---- |
| B    | Guatemala   | 3    | 1     | 1   | 1    | 4  | 2  | +2 | 4    |
| A    | El Salvador | 3    | 1     | 1   | 1    | 7  | 7  | 0  | 4    |
| C    | Canada      | 3    | 1     | 1   | 1    | 2  | 3  | −1 | 4    |

## Vòng đấu loại trực tiếp
|  | Tứ kết                       | Tứ kết               |                       |       | Bán kết | Bán kết |  |  | Chung kết | Chung kết |
|  |                              |                      |                       |       |         |         |  |  |           |           |
|  | 19 tháng 6 – Washington      |                      |                       |       |         |         |  |  |           |           |
|  |                              |                      |                       |       |         |         |  |  |           |           |
|  | Jamaica                      | 0                    |                       |       |         |         |  |  |           |           |
|  | Jamaica                      | 0                    | 22 tháng 6 – Houston  |       |         |         |  |  |           |           |
|  | Hoa Kỳ                       | 2                    |                       |       |         |         |  |  |           |           |
|  | Hoa Kỳ                       | 2                    | Hoa Kỳ                | 1     |         |         |  |  |           |           |
|  | 19 tháng 6 – Washington      |                      | Hoa Kỳ                | 1     |         |         |  |  |           |           |
|  |                              |                      | Panama                | 0     |         |         |  |  |           |           |
|  | Panama (pen.)                | 1 (5)                | Panama                | 0     |         |         |  |  |           |           |
|  | Panama (pen.)                | 1 (5)                | 25 tháng 6 – Pasadena |       |         |         |  |  |           |           |
|  | El Salvador                  | 1 (3)                |                       |       |         |         |  |  |           |           |
|  | El Salvador                  | 1 (3)                | Hoa Kỳ                | 2     |         |         |  |  |           |           |
|  | 18 tháng 6 – East Rutherford |                      | Hoa Kỳ                | 2     |         |         |  |  |           |           |
|  |                              | México               | 4                     |       |         |         |  |  |           |           |
|  | Costa Rica                   | México               | 4                     | 1 (2) |         |         |  |  |           |           |
|  | Costa Rica                   | 22 tháng 6 – Houston |                       | 1 (2) |         |         |  |  |           |           |
|  | Honduras (pen.)              | 1 (4)                |                       |       |         |         |  |  |           |           |
|  | Honduras (pen.)              | 1 (4)                | Honduras              | 0     |         |         |  |  |           |           |
|  | 18 tháng 6 – East Rutherford |                      | Honduras              | 0     |         |         |  |  |           |           |
|  |                              |                      | México (h.p.)         | 2     |         |         |  |  |           |           |
|  | México                       | 2                    | México (h.p.)         | 2     |         |         |  |  |           |           |
|  | México                       | 2                    |                       |       |         |         |  |  |           |           |
|  | Guatemala                    | 1                    |                       |       |         |         |  |  |           |           |
|  | Guatemala                    | 1                    |                       |       |         |         |  |  |           |           |
|  |                              |                      |                       |       |         |         |  |  |           |           |

### Tứ kết
| Costa Rica                         | 1 – 1 (s.h.p.) | Honduras                                 |
| ---------------------------------- | -------------- | ---------------------------------------- |
| Marshall 56'                       | Chi tiết       | Bengtson 49'                             |
| Loạt sút luân lưu                  |                |                                          |
| Borges · Ruiz · Saborío · Campbell | 2 – 4          | Costly · Bernárdez · Palacios · Bengtson |

| México                           | 2 – 1    | Guatemala |
| -------------------------------- | -------- | --------- |
| de Nigris 48' · J. Hernández 66' | Chi tiết | Ruiz 5'   |

| Jamaica | 0 – 2    | Hoa Kỳ                  |
| ------- | -------- | ----------------------- |
|         | Chi tiết | Jones 49' · Dempsey 79' |

| Panama                                           | 1 – 1 (s.h.p.) | El Salvador                     |
| ------------------------------------------------ | -------------- | ------------------------------- |
| Tejada 90'                                       | Chi tiết       | Zelaya 78' (ph.đ.)              |
| Loạt sút luân lưu                                |                |                                 |
| Barahona · Rentería · Godoy · Henríquez · Tejada | 5 – 3          | Alas · Romero · Zelaya · Flores |

### Bán kết
| Hoa Kỳ      | 1 – 0    | Panama |
| ----------- | -------- | ------ |
| Dempsey 76' | Chi tiết |        |

| Honduras | 0 – 2 (s.h.p.) | México                           |
| -------- | -------------- | -------------------------------- |
|          | Chi tiết       | de Nigris 93' · J. Hernández 99' |

### Chung kết
| Hoa Kỳ                   | 2 – 4    | México                                           |
| ------------------------ | -------- | ------------------------------------------------ |
| Bradley 8' · Donovan 23' | Chi tiết | Barrera 29', 50' · Guardado 36' · dos Santos 76' |

### Vô địch
| Vô địch Cúp Vàng CONCACAF 2011 Mexico Lần thứ chín |

## Danh sách cầu thủ ghi bàn
7 bàn
- Javier Hernández

4 bàn
| - Rodolfo Zelaya | - Aldo de Nigris |  |

3 bàn
| - Marco Ureña - Jerry Bengtson - Carlo Costly | - Demar Phillips - Pablo Barrera - Giovani dos Santos | - Andrés Guardado - Luis Tejada - Clint Dempsey |

2 bàn
| - Dwayne De Rosario - Brice Jovial | - Carlos Ruiz - Ryan Johnson | - Gabriel Gómez - Jozy Altidore |

1 bàn
| - Randall Brenes - Joel Campbell - Dennis Marshall - Heiner Mora - Álvaro Saborío - Yénier Márquez - Arturo Alvarez - Léster Blanco | - Eliseo Quintanilla - Osael Romero - Clive Murray - José Javier del Aguila - Carlos Gallardo - Marco Pappa - Walter Martínez - Alfredo Mejía | - Omar Daley - Luton Shelton - Efraín Juárez - Rafael Márquez - Blas Pérez - Michael Bradley - Landon Donovan - Clarence Goodson - Jermaine Jones |

phản lưới nhà
- Clarence Goodson (trận gặp Panama)

## Bảng xếp hạng giải đấu
| Đội | Đội         | Số trận | Thắng | Hòa | Thua | Bàn thắng | Bàn thua | Hiệu số |
| --- | ----------- | ------- | ----- | --- | ---- | --------- | -------- | ------- |
| F   | México      | 6       | 6     | 0   | 0    | 22        | 4        | +18     |
| F   | Hoa Kỳ      | 6       | 4     | 0   | 2    | 9         | 6        | +3      |
| S   | Panama      | 5       | 2     | 2   | 1    | 7         | 6        | +1      |
| S   | Honduras    | 5       | 1     | 2   | 2    | 8         | 5        | +3      |
| Q   | Jamaica     | 4       | 3     | 0   | 1    | 7         | 2        | +5      |
| Q   | Costa Rica  | 4       | 1     | 2   | 1    | 8         | 6        | +2      |
| Q   | Guatemala   | 4       | 1     | 1   | 2    | 5         | 4        | +1      |
| Q   | El Salvador | 4       | 1     | 2   | 1    | 8         | 8        | 0       |
| 1   | Canada      | 3       | 1     | 1   | 1    | 2         | 3        | −1      |
| 1   | Guadeloupe  | 3       | 0     | 0   | 3    | 2         | 5        | −3      |
| 1   | Grenada     | 3       | 0     | 0   | 3    | 1         | 15       | −14     |
| 1   | Cuba        | 3       | 0     | 0   | 3    | 1         | 16       | −15     |

## Giải thưởng
| Chiếc giày vàng  | Cầu thủ xuất sắc nhất | Thủ môn xuất sắc nhất | Đội đoạt giải phong cách |
| ---------------- | --------------------- | --------------------- | ------------------------ |
| Javier Hernández | Javier Hernández      | Noel Valladares       | México                   |